# Cameo of Yellowstone
Cameo of Yellowstone è un cortometraggio muto del 1914 diretto da Sydney Ayres.

## Produzione
Il film fu prodotto dall'American Film Manufacturing Company.

## Distribuzione
Distribuito dalla Mutual, il film - un cortometraggio in due bobine - uscì nelle sale cinematografiche degli Stati Uniti il 6 luglio 1914.